# Synagoga w Markuszowie
Synagoga w Markuszowie – powstała po 1681 r., kiedy to miejscowa społeczność żydowska uzyskała przywilej pozwalający na jej wzniesienie. Budulec, szczegóły architektoniczne budynku ani bliższa lokalizacja nie są znane. Została zniszczona przez Niemców podczas II wojny światowej. Po wojnie nie została odbudowana.